# Dioptrochasma
Dioptrochasma är ett släkte av fjärilar. Dioptrochasma ingår i familjen mätare.
Kladogram enligt Catalogue of Life:
| Dioptrochasma | \| \| Dioptrochasma aino \| \| \| \| \| \| Dioptrochasma homochroa \| \| \| \| \| \| Dioptrochasma mercyi \| \| \| \| \| \| Dioptrochasma specularia \| \| \| \| \| \| Dioptrochasma sphingata \| \| \| \| |
|               | \| \| Dioptrochasma aino \| \| \| \| \| \| Dioptrochasma homochroa \| \| \| \| \| \| Dioptrochasma mercyi \| \| \| \| \| \| Dioptrochasma specularia \| \| \| \| \| \| Dioptrochasma sphingata \| \| \| \| |
|               | Dioptrochasma aino |
|               | |
|               | Dioptrochasma homochroa |
|               | |
|               | Dioptrochasma mercyi |
|               | |
|               | Dioptrochasma specularia |
|               | |
|               | Dioptrochasma sphingata |
|               | |